# Museo del risparmio
Il Museo del risparmioè un museo interattivo che approfondisce gli aspetti ed i concetti legati alle tematiche del risparmio, dei soldi e dell’investimento.

## Storia
Fondato a Torino dal gruppo bancario Intesa Sanpaolo, è il primo museo al mondo dedicato all'educazione finanziaria e si propone di contribuire a diffondere la conoscenza finanziaria per aiutare le persone a prendere decisioni razionali e informate. Lo scopo è quello di stimolare una riflessione consapevole e serena sull'uso del denaro in modo da adottare comportamenti che consentano di raggiungere i propri obiettivi di vita.
Il museo vuole stimolare la partecipazione attiva dei suoi visitatori e offre materiali audiovisivi pensati e realizzati per soddisfare curiosità e bisogno di conoscenza di un’ampia fascia di visitatori.

## Struttura
Il museo occupa una superficie espositiva di 600 mq e si articola in 7 sale e una postazione multimediale. Il percorso, fruibile in italiano e in inglese, spazia tra concetti e testimonianze audiovisive che coinvolgono il visitatore in un’esperienza sensoriale e intellettuale volta a far riflettere sulle modalità di gestione del proprio denaro.